# Euramerika

Euramerika

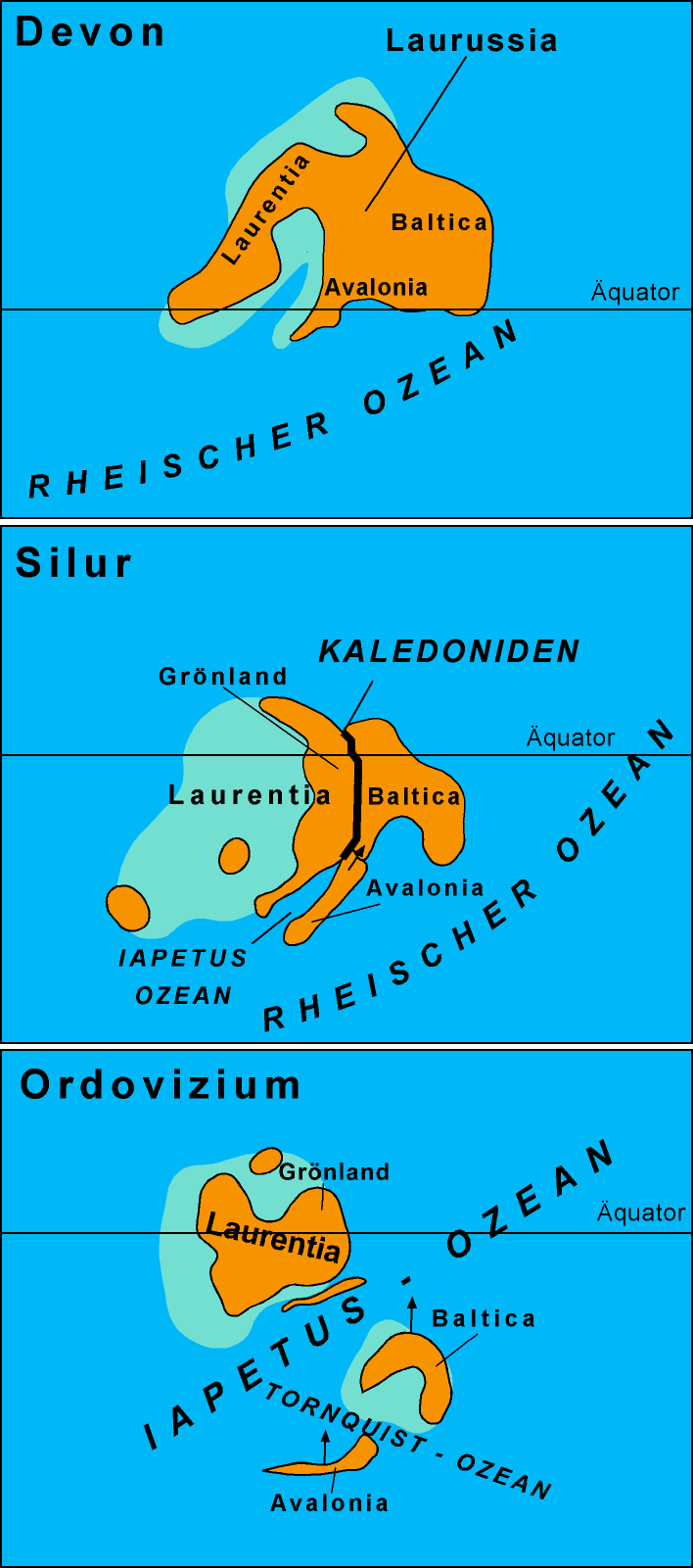
Průběh srážky Laurentie s Avalonií a Baltikou

Euramerika (též Laurussia [neplést s Laurasií] nebo Starý červený kontinent) byl prvohorní kontinent, který, jak název napovídá, v sobě spojoval geologický materiál dnešní Evropy (bez Středomoří) a Severní Ameriky (bez Floridy).
Euramerika vznikla v devonu před 420 milióny let, když se na rovníku a jižně od něj srazila Baltika s Laurentií. Srážka způsobila kaledonské vrásnění, které dalo vzniknout severní části Apalačských hor, horám v Británii a Skandinávii.
V karbonu před 350 milióny let do Eurameriky narazila Gondwana a vznikl nový superkontinent Pangea. Srážka Eurameriky s Gondwanou vyvolala hercynské vrásnění, při němž vznikla jižní část Apalačských hor, Meseta v severní Africe a Hercynská pohoří v Evropě. Euramerika jako kontinent zanikla.